# Champigny-le-Sec
Champigny-le-Sec era una comuna francesa situada en el departamento de Vienne, de la región de Nueva Aquitania, que el uno de enero de 2017 pasó a ser una comuna delegada de la comuna nueva de Champigny-en-Rochereau al unirse con la comuna de Le Rochereau.

## Demografía
| Gráfica de evolución demográfica de Champigny-le-Sec entre 1800 y 2014 |
|                                                                        |

Los datos demográficos contemplados en este gráfico de la comuna de Champigny-le-Sec se han cogido de 1800 a 1999 de la página francesa EHESS/Cassini, y los demás datos de la página del INSEE.